# 아시마 채터지
아시마 채터지(Asima Chatterjee, 1917년 9월 23일~2006년 11월 22일)는 유기화학과 식물의학 분야의 업적으로 유명한 인도의 유기화학자였다. 그녀의 가장 주목할만한 연구로는 빈카 알칼로이드에 대한 연구, 항간질제 개발, 항말라리아제 개발 등이 있다. 그녀는 또한 인도 아대륙의 약용 식물에 관해 상당한 양의 연구를 저술했다. 그녀는 인도 대학에서 이학박사 학위를 받은 최초의 여성이었다.